# تاتيانا أبراموفا
تاتيانا أبراموفا (بالروسية: Татьяна Альбертовна Абрамова)‏ هي مغنية ومذيعة وممثلة روسية، ولدت في 5 فبراير 1975 بتيومين في روسيا. شاركت في مهرجان سلافيانسكي بازار الشهير في فيتيبسك، الذي يجمع المشاركين من جميع أوروبا الشرقية للاحتفال بالموسيقى السلافية.

## وصلات خارجية
- تاتيانا أبراموفا على موقع IMDb (الإنجليزية)
- تاتيانا أبراموفا على موقع كينوبويسك (الروسية)